# Katedralen i Zagreb
Zagrebs katedral (kroatiska: Zagrebačka katedrala), officiellt Jungfru Marie himmelsfärds och sankt Stefans och Ladislavs katedral och tidigare känd under namnet sankt Stefans katedral, är den största romersk-katolska kyrkan i Kroatien. Den är även kroatiskt ärkebiskopsäte. Den nygotiskakyrkobyggnaden ligger i stadsdelen Kaptol och är en av Zagrebs mest kända byggnader. Dess höga torn kan beskådas från många delar av staden.

## Historia
Det finns daterat att katedralen stod klar år 1217. Mot slutet av 1400-talet, då osmanerna invaderade Kroatien, behövde man konstruera en fortifikation runt katedralen. Få delar av denna fortifikation är idag intakta. Under 1600-talet restes ett vakttorn vid den södra sidan av katedralen.
1880 utsattes området för en kraftig jordbävning, vilket skadade katedralen svårt. Huvudnavet kollapsade och gick inte att reparera. Restaureringen av katedralen påbörjades kort därefter och fick då sitt nuvarande utseende i nygotisk stil. Som en del av restaureringen fick katedralen, som tidigare hade endast ett torn, två nya torn som båda når 105 meter. Restaureringen leddes av de två arkitekterna Hermann Bollé och Friedrich von Schmidt.
1907 flyttades Petar Zrinskis och Fran Krsto Frankopans kvarlevor från Wiener Neustadt till katedralen.
Den 20 september 1997 döptes ärkehertig Ferdinand Zvonimir av Österrike i katedralen.